# Felicitas Kleiner
Felicitas Johanna Kleiner (* 1976 in Bad Dürkheim) ist eine deutsche Journalistin, Filmkritikerin und Autorin.

## Leben
Felicitas Kleiner studierte an der Johannes Gutenberg-Universität Mainz Filmwissenschaft, Theaterwissenschaft und Komparatistik. Im Jahr 2004 promovierte sie mit der Arbeit Scheherazade im Kino. Arabian Nights Adventures aus Hollywood.
Nach ihrem Volontariat beim film-dienst ist sie als Redakteurin und Filmkritikerin für die Zeitschrift tätig.

## Werke
- Scheherazade im Kino: 1001 Nacht aus Hollywood. Schüren, Marburg 2006, ISBN 978-3-89472-443-6.
- Hollywoods Rebellen: Marlon Brando, Jack Nicholson, Sean Penn. (Gasthrsg.) Ed. Text + Kritik, München 2009, ISBN 978-3-86916-002-3.